# Salvador Lazo
 (février 2023).
Salvador Lazo Lazo, né le 1er mai 1918 et mort le 11 avril 2000, est un prélat philippin de l'Église catholique romaine. Il a été évêque de San Fernando de La Union de 1981 à 1993.

## Biographie

### Jeunesse
Né dans une famille de sept enfants, Lazo est né à Faire (aujourd'hui Santo Niño), dans la province de Cagayan. Son père Fortunato Lazo était juge de paix. À la suite du décès de sa mère Emiliana Lazo, morte en couches en 1926, sa tante aida à élever la famille. Diplômé de l'école centrale de Santo Nino en 1933, Lazo a ensuite fréquenté le lycée national de Cagayan et le Séminaire du Christ Roi, tenus par les Missionnaires de la Parole Divine. Pendant l'occupation japonaise de la Seconde Guerre mondiale, lui et ses compagnons novices durent poursuivre leurs études au séminaire de l'Immaculée Conception de Vigan. Son frère, également séminariste, a été tué pendant cette période.[réf. nécessaire]

### Sacerdoce
Apres le séminaire des Missionnaires de la Parole Divine, Salvador Lazo a été ordonné prêtre par Mariano Madriaga le 22 mars 1947, pour le diocèse de Tuguegarao. 
En 1950, Salvador est nommé préfet de la discipline au nouveau petit séminaire de San Jacinto, dont il devient ensuite recteur en 1951.
Il est devenu curé de la paroisse de Lal-Lo en 1967 et, en raison du grand nombre d'étudiants, a fondé le lycée de Lal-Lo en 1968.

### Carrière épiscopale
Le 1er décembre 1969, Lazo a été nommé évêque auxiliaire de Tuguegarao et évêque titulaire de Selja (de) par le pape Paul VI. Il a reçu sa consécration épiscopale le 3 février 1970 de Carmine Rocco (it), avec les archevêques Juan Sison et Teodulfo Domingo comme co-consécrateurs. À la suite du décès d’Antonio Buenafe, il est nommé évêque auxiliaire de Nueva Segovia le 3 août 1977.
Le 20 janvier 1981, Lazo a été nommé évêque de San Fernando de La Union par le pape Jean-Paul II, ce qui faisant de lui le second évêque du diocèse ; il est officiellement installé comme évêque le 9 mars suivant. Durant son mandat, Lazo supervise la construction d'un séminaire, d'une chancellerie, d'une résidence épiscopale, de deux couvents et du centre pastoral Saint-Joseph.[réf. nécessaire]

### Dernières années
Après avoir atteint l'âge de la retraite obligatoire de 75 ans, Lazo démissionne de son poste d'évêque le 28 mai 1993. Il vit ensuite avec sa sœur Teresa, qui souffrait d'un cancer, à Zamboanga. 
Il entre ensuite en contact avec la Fraternité Saint-Pie X et commence à s’identifier en tant que catholique traditionaliste, célébrant exclusivement la messe tridentine à partir de 1995. Le cardinal Jaime Sin et l’archevêque Diosdado Talamayan demandent à Lazo de se distancier de la FSSPX, mais il refuse. 
En 1998, il a fait une déclaration de foi à Jean-Paul II, affirmant que « l'obéissance doit servir la foi ». 
Adepte de la théorie du complot judéo-maçonnique, Lazo a affirmé dans son autobiographie que les réformes du concile Vatican II visaient « à détruire la religion catholique » et que le judaïsme était, avec la franc-maçonnerie et Satan, « le principal ennemi visible de l'Église catholique »,. 
Lazo est mort à l'âge de 81 ans. Ses funérailles ont été célébrées par Bernard Fellay.